# Carlo Pisacane (actor)
Carlo Pisacane  (n. 2 februarie 1889, Napoli, Italia – d. 9 iunie 1974, Roma, Italia) a fost un actor de film italian, adesea creditat cu pseudonimul Capannelle. A jucat în peste 70 de filme printre care și parodiile de western spaghetti Per qualche dollaro in meno (1966) sau Da uomo a uomo.

## Biografie
Actor proeminent în dramaturgia amatorilor napoletani, și-a început cariera de film în timpul filmului mut, debutând alături de Tina Pica în primul film al regizorului italian Elvira Notari. Ulterior, el a jucat între anii 1930 și 1970 în mai mult de șaptezeci de filme, în general comedii comice sau populare, jucând roluri secundare. Deși a lucrat deja în mai multe filme, inclusiv Paisà (1946) de Roberto Rossellini, faima sa cinematografică a obținut-o mai târziu, când regizorul Mario Monicelli i-a încredințat rolul legendarului Capannelle, bătrânul bolnăvicios, dublat de Nico Pepe, în șubreda bandă de spărgători din  Veșnicii necunoscuți (1958). Porecla simpaticului personaj a rămas lipită de el pentru restul carierei sale artistice, până la punctul în care a apărut în creditele unor filme în locul numelui său real.
În anii imediat următori a jucat într-o serie mare de filme. A fost alături de Alberto Sordi în Gardianul (1960), în care a jucat rolul tatălui în vârstă al polițistului Otello Celletti, un slăbănog la fel ca fiul său, și alături de Totò și Aldo Fabrizi, în Totò, Fabrizi e i giovani d'oggi (1960).
Revine să lucreze cu Monicelli în L'armata Brancaleone (1966), o capodoperă a regizorului roman, jucând rolul lui Habakkuk, evreul convertit, în ciuda sa, de către nenorocita armată medievală.
Și-a încheiat cariera în 1972 cu o scurtă apariție în Fratele Soare, sora Lună de Franco Zeffirelli, apoi s-a retras în viața privată. A decedat la Roma în 1974.

## Filmografie selectivă

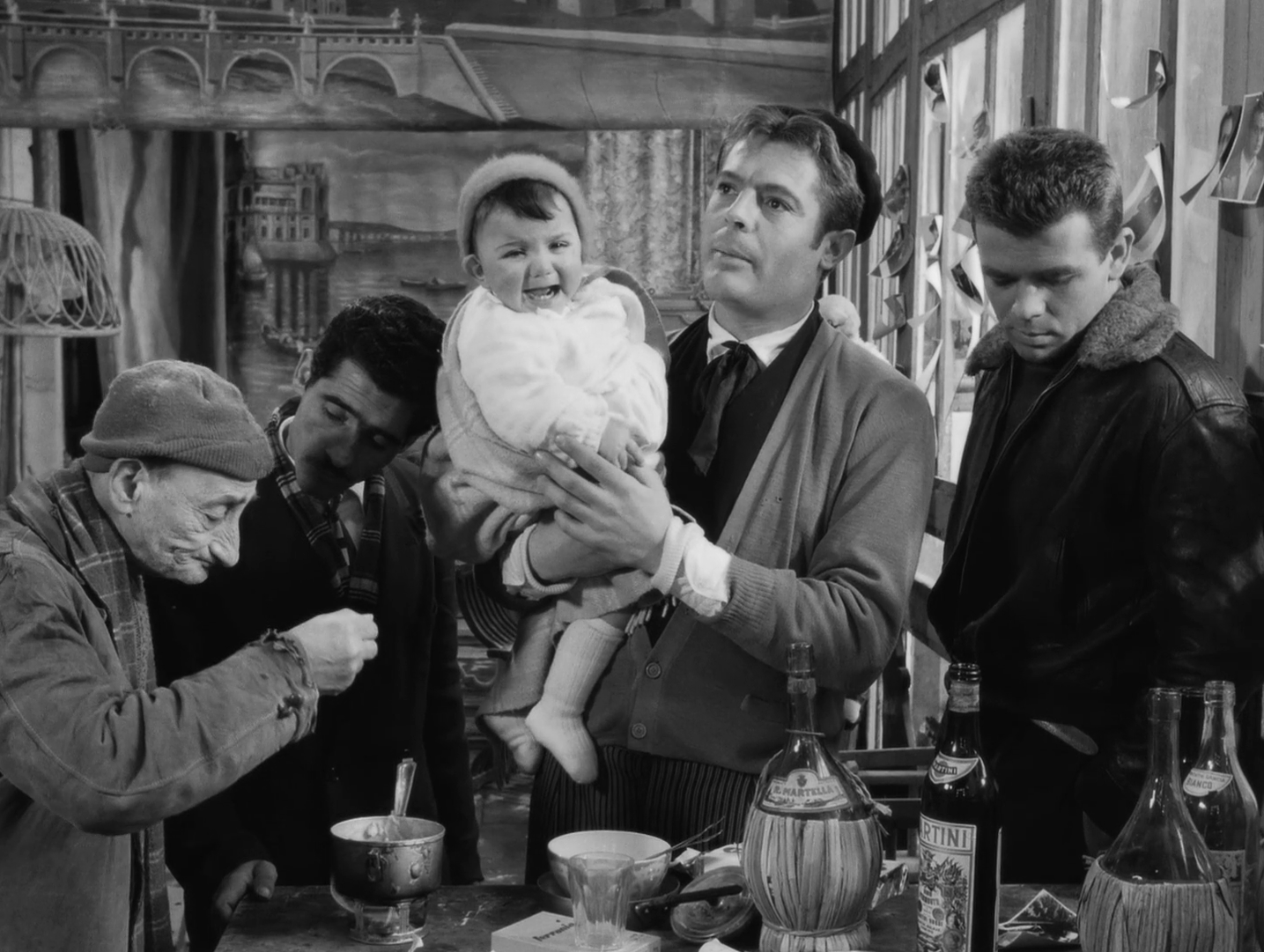
Scenă din filmul Veșnicii necunoscuți de Mario Monicelli cu Carlo Pisacane (stânga), Tiberio Murgia, Marcello Mastroianni, Renato Salvatori

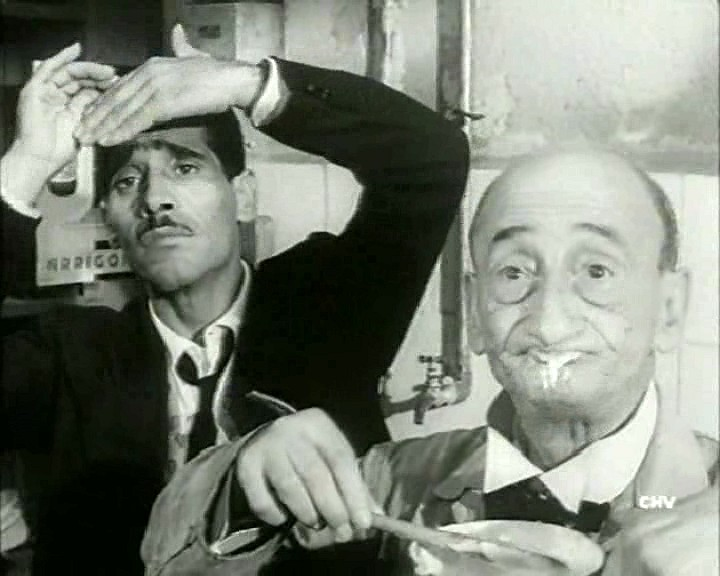
Tiberio Murgia, cu Carlo Pisacane (în dreapta) în filmul Audace colpo dei soliti ignoti de Nanni Loy

- 1932 La tavola dei poveri, regia Alessandro Blasetti
- 1949 Campane a martello, regia Luigi Zampa
- 1952 Processo alla città, regia Luigi Zampa
- 1952 Un ladro in paradiso, regia Domenico Paolella
- 1953 ...e Napoli canta!, regia Armando Grottini
- 1955 Cantate con noi, regia Roberto Bianchi Montero
- 1955 La bella mugnaia, (nemenționat), regia Mario Camerini
- 1956 Presentimento, regia Armando Fizzarotti
- 1957 Un angelo è sceso a Brooklyn (Un ángel pasó por Brooklyn), regia Ladislao Vajda
- 1958 Făptași necunoscuți (I soliti ignoti), regia Mario Monicelli
- 1959 Prepotenti più di prima, regia Mario Mattoli
- 1959 Un hectar de cer (Un ettaro di cielo), regia Aglauco Casadio
- 1959 Cursa de 100 kilometri (La cento chilometri), regia Giulio Petroni
- 1959 I mafiosi, regia Roberto Mauri
- 1960 Audace colpo dei soliti ignoti, regia Nanni Loy
- 1960 Gardianul (Il vigile), regia Luigi Zampa
- 1960 Risate di gioia, regia Mario Monicelli
- 1960 I piaceri dello scapolo, regia Giulio Petroni
- 1960 La contessa azzurra, regia Claudio Gora
- 1960 I piaceri del sabato notte, regia Daniele D'Anza
- 1960 Totò, Fabrizi e i giovani d'oggi, regia Mario Mattoli
- 1961 Che gioia vivere, regia René Clément
- 1961 I soliti rapinatori a Milano, regia Giulio Petroni
- 1961 Mariti in pericolo, regia Mauro Morassi
- 1961 Io bacio... tu baci, regia Piero Vivarelli
- 1961 Fra Manisco cerca guai..., regia Armando W. Tamburella
- 1961 I briganti italiani, regia Mario Camerini
- 1962 Totò e Peppino divisi a Berlino, regia Giorgio Bianchi
- 1962 Nerone '71, regia Filippo Walter Ratti
- 1962 Il mio amico Benito, regia Giorgio Bianchi
- 1962 Maciste il gladiatore più forte del mondo, regia Michele Lupo
- 1962 Maciste contro lo sceicco, regia Domenico Paolella
- 1962 Il giorno più corto, regia Sergio Corbucci
- 1962 Canzoni a tempo di twist, regia Stefano Canzio
- 1962 Colpo gobbo all'italiana, regia Lucio Fulci
- 1963 Gli onorevoli, regia Sergio Corbucci
- 1963 Le motorizzate, regia Marino Girolami
- 1963 La tigre dei sette mari, regia Luigi Capuano
- 1964 I ragazzi dell'Hully Gully de Marcello Giannini
- 1964 Il treno del sabato, regia Vittorio Sala
- 1964 Napoleone a Firenze, regia Piero Pierotti
- 1964 Canzoni, bulli e pupe, regia Carlo Infascelli
- 1965 Questo pazzo, pazzo mondo della canzone, regia Bruno Corbucci și Giovanni Grimaldi
- 1965 Made in Italy, regia Nanni Loy
- 1966 Veneri in collegio, regia Marino Girolami
- 1966 7 monaci d'oro, regia Moraldo Rossi
- 1966 Armata Brancaleone (L'armata Brancaleone), regia Mario Monicelli
- 1966 Per qualche dollaro in meno, regia Mario Mattoli
- 1966 După vulpe (Caccia alla volpe), regia Vittorio De Sica
- 1966 Sfântul la pândă (Le Saint prend l'affût), regia Christian-Jaque
- 1966 Operațiunea San Gennaro (Operazione San Gennaro), regia Dino Risi
- 1967 Operazione San Pietro, regia Lucio Fulci
- 1967 La bisbetica domata, regia Franco Zeffirelli
- 1967 Ballata da un miliardo, regia Gianni Puccini
- 1967 Wanted, regia Giorgio Ferroni
- 1967 C'era una volta, regia Francesco Rosi
- 1967 Da uomo a uomo, regia Giulio Petroni
- 1968 Franco, Ciccio e le vedove allegre, regia Marino Girolami
- 1968 Donne... botte e bersaglieri, regia Ruggero Deodato
- 1969 L'arcangelo, regia Giorgio Capitani
- 1969 Zenabel, regia di Ruggero Deodato
- 1970 Nel giorno del Signore, regia Bruno Corbucci
- 1970 I clowns, regia Federico Fellini
- 1971 Stanza 17-17 palazzo delle tasse, ufficio imposte, regia Michele Lupo
- 1972 Fratele Soare, sora Lună (Fratello sole, sorella luna), regia Franco Zeffirelli